# 통합 러시아 청년 근위대
통합 러시아 청년 근위대(러시아어: Молодая гвардия Единой России)는 우익 성향의 통합 러시아 산하 청년 조직 단체이다.

## 역사
2005년에 설립되었으며, 소련 공산당의 콤소몰과 역할이 매우 비슷하다. 통합 러시아의 청년 조직이며, 매우 긴밀하게 활동한다. 다른 사회주의 및 공산주의 체제 국가들의 정당의 청년 조직과 교류를 진행한다. 그외에도. 러시아-우크라이나 전쟁 발생 이후 우크라이나의 마리우폴에 청년 근위대 일원들이 방문하였다. 북한 평양시를 방문하여 비슷한 성격의 조직인 사회주의애국청년동맹과 협약을 체결하였다.

## 같이 보기
- 통합 러시아